# کلاته شیخ (سربیشه)
کلاته شیخ یک روستا در ایران است که در دهستان نهارجان شهرستان سربیشه واقع شده‌است. کلاته شیخ ۱۴ نفر جمعیت دارد.